# Casino Cosmopol
Casino Cosmopol AB är ett helägt dotterbolag till AB Svenska Spel, som 1999 fick den svenska regeringens uppdrag att etablera internationella kasinon i Sverige. Efter tidigare besked från Riksdagen om att avveckla alla landbaserade casinon i landet, kom slutligen beskedet den 25 april 2025 att även Casino Cosmopol i Stockholm nu stängt ner sin verksamhet.
Casino Cosmopol hade då under flera år kämpat med vikande lönsamhet och minskat besöksantal, i takt med att allt fler spelare övergått till nätbaserade alternativ. För att begränsa förlusterna stängdes casinot i Sundsvall 2020, följt av Göteborg och Malmö i februari 2024. Stockholm var det sista kvarvarande casinot i kedjan. 

## Historik
Riksdagens beslut den 1 juni 1999 omfattade maximalt sex kasinon, men regeringen gav Svenska Spel i uppdrag att börja med att etablera fyra.
De fyra kasinona var:
- Casino Cosmopol, Sundsvall öppnat 30 juni 2001, stängt i mars 2020 och permanent stängt i augusti 2020
- Casino Cosmopol, Malmö öppnat 8 december 2001, stängdes permanent 25 februari 2024.
- Casino Cosmopol, Göteborg öppnat 31 augusti 2002, stängdes permanent 25 februari 2024.
- Casino Cosmopol, Stockholm öppnat 13 mars 2003, stängdes permanent 24 april 2025

Casino Cosmopol stängde i och med coronapandemin den 29 mars 2020 och i slutet av februari 2021 var samtliga kasinon fortfarande stängda. I slutet av juni 2021 togs beslutet att åter öppna de svenska kasinona den 7 juli efter coronapandemin.
I början av 2024 kom besked att Svenska Spel, som äger Casino Cosmopol, beslutat att stänga sina kasinon i Malmö och Göteborg. Dessa kasinon stängde den 24 februari 2024. Casino i Stockholm stängde sedan 24 april 2025.

## Organisation och ekonomi
Casino Cosmopols huvudkontor var placerat i Svenska Spels lokaler i Solna. Företaget hade drygt 1 300 anställda och cirka 1,1 miljoner besök per år. År 2015 redovisade företaget en vinst på 481 miljoner kronor.[källa behövs]

## Spel
Casino Cosmopol erbjud olika spelformer, bland annat roulette, Black Jack, poker och spelautomater.[källa behövs]

## Bildgalleri

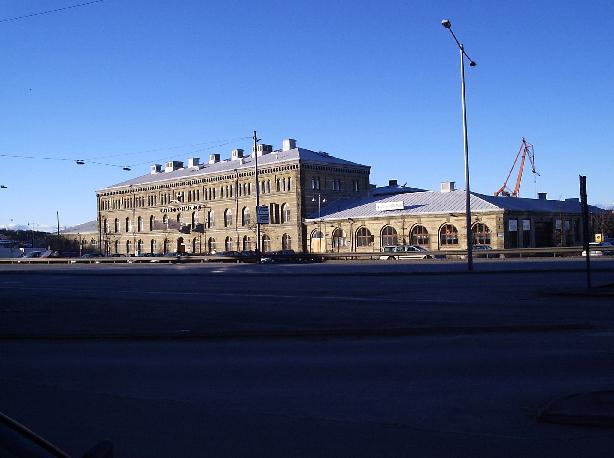
Casino Cosmopol i Göteborg
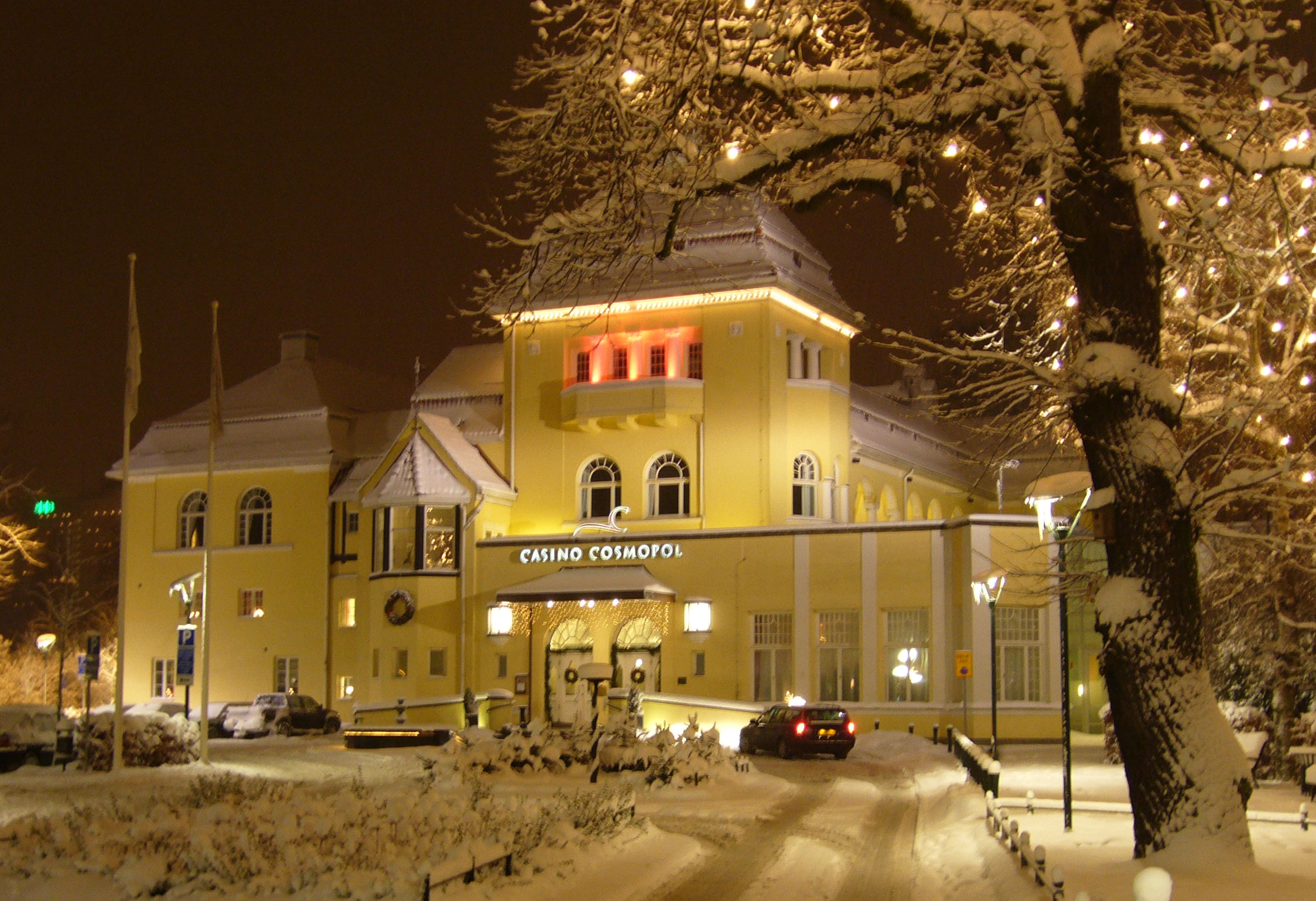
Casino Cosmopol i Malmö.
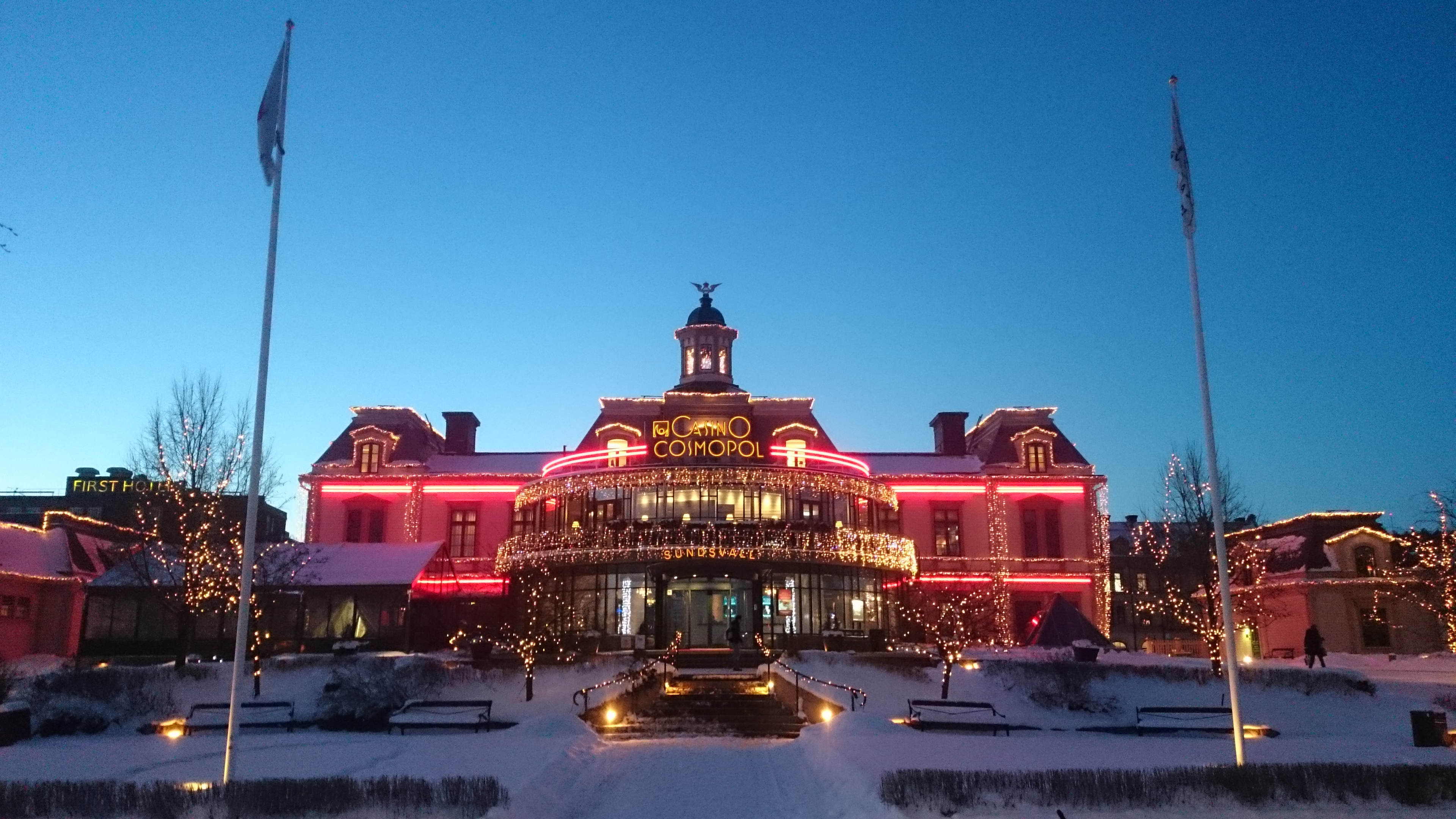
Casino Cosmopol i Sundsvall